# Lac Normand (Mékinac)
Pour les articles homonymes, voir Lac Normand.
Le Lac Normand est un plan d'eau douce située dans le territoire non-organisé du Lac-Normand, dans la municipalité régionale de comté de Mékinac, dans la région administrative de la Mauricie, au Québec, au Canada.
Le lac Normand est situé dans un secteur forestier et montagneux. Habituellement, la surface du lac est gelée de novembre à avril. Normalement, la glace est suffisamment forte pour une circulation sécuritaire à sa surface entre décembre et mars. Dans l'histoire, la foresterie a été l'activité économique principale de ce secteur. Au XXe siècle, les activités récréo-touristiques ont été mises en valeur grâce à la création de la Réserve faunique du Saint-Maurice.

## Géographie
Situé dans la Réserve faunique du Saint-Maurice, le Lac Normand (altitude de 404 m) est à l'ouest du Lac Soucis et à l'est du Lac Baude. La superficie nord-ouest du lac Normand est surtout dans le Canton de Normand ; néanmoins, la partie sud du lac déborde dans le Canton de Matawin, tandis que la partie est située à l'extrémité nord-ouest de la Seigneurie de Batiscan.
Le lac Normand se déverse au nord-ouest dans le lac Konke (long de 200 m et altitude de 396 m) après avoir traversé sous le pont de la route forestière. Ce dernier lac est doté à son embouchure d'un barrage de régulation des eaux appartenant à Hydro-Québec; les eaux se déversent au nord-ouest dans la décharge (longueur de 4,0 km) laquelle se dirige vers le nord-ouest pour rejoindre la rivière Livernois. Tandis que les eaux du lac Baude (altitude de 405 m), situé voisin à l'ouest dans le canton de Normand, sont retenus par un barrage situé au nord-est du lac. Les lacs Normand et lac Baude constituent les deux lacs de tête de la rivière Livernois.
Des lacs (Harrow, Sidecamp, Travers, du Fou, Soucis, Tousignant et de la Loutre) sont positionnés en série comme un croissant ouvert vers le sud-ouest, tracent le parcours de la rivière Wessonneau qui entoure à demi le Lac Normand vers le nord et l'est. Le bassin versant du Lac Normand est restreint à cause des montagnes tout autour (altitude de 520 m au nord, 510 m au sud-est et 460 m au sud-ouest) qui constituent une ligne de partage des eaux avec les autres versants hydrographique dont celui du Ruisseau du Castor Noir (au sud), celui du lac Tousignant (à l'est) et celui du ruisseau Thom (au nord).

## Toponymie
Le normand est une langue romane parlée en Normandie continentale et insulaire. Le terme "Normand" est aussi un prénom francophone répandu en français (ou Norman en anglais) et un patronyme de famille d'origine française. Le toponyme du lac commémore Louis-Philippe Normand (1863-1928), médecin et politicien. Il exerça la fonction de maire de Trois-Rivières, et le premier francophone président du Conseil médical du Canada.
Le toponyme "Lac Normand" a été officialisé le 5 décembre 1968 à la Banque des noms de lieux de la Commission de toponymie du Québec.
Plus au nord, un autre plan d'eau désigné "Lac Normand" (altitude de 406 m) est aussi situé dans le territoire non-organisé du Lac-Normand, dans le canton de Picard, à l'ouest de la rivière Vermillon (La Tuque).